# SS-520-4
SS-520-4 — японская трёхступенчатая твердотопливная ракета-носитель. Ракета является развитием SS-520, входящей в семейство высотных исследовательских ракет S-310. Оператором ракеты является Институт космических исследований и астронавтики Японии (англ. Institute of Space and Astronautical Science, ISAS), входящий в Японское агентство аэрокосмических исследований (JAXA). Ракета изготавливается компанией IHI Aerospace. На момент первого успешного запуска 3 февраля 2018 года являлась самой маленькой ракетой-носителем, предназначенной для вывода полезной нагрузки на орбиту искусственного спутника Земли, достигшей орбиты (ракета NOTS воздушного запуска была ещё легче, но ни разу не смогла отработать нормально).

## Ракета-носитель

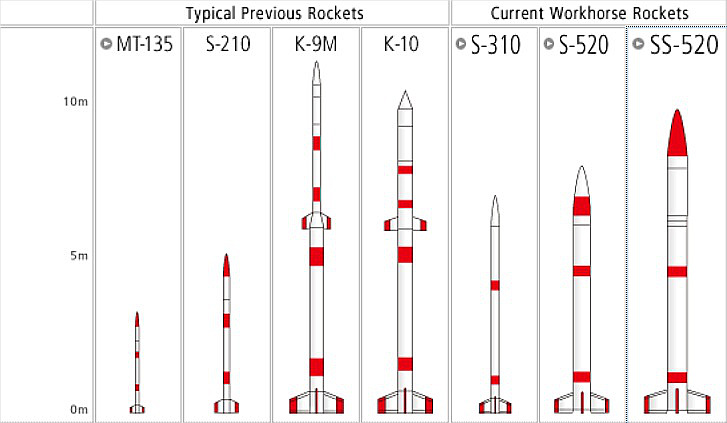
Японские высотные исследовательские ракеты

Ракета создана путём добавления третьей ступени к высотной исследовательской ракете SS-520 и соответствующей доработки бортовых систем. Стабилизация ракеты во время работы первой ступени осуществляется закруткой вдоль продольной оси с помощью стабилизаторов. Стабилизаторы выполнены в виде трёхслойного сэндвича из алюминиевых сот, покрытых обшивкой из угле- и стеклопластика. Передняя кромка стабилизаторов изготовлена из титана. Корпус первой ступени выполнен из высокопрочной стали HT-140.
Вторая ступень выполнена полностью из углепластикового композиционного материала. Все три ступени используют твёрдое ракетное топливо на основе HTPB. Головной обтекатель выполнен из стеклотекстолита.
Высота ракеты — 9,54 м, стартовая масса — 2,6 т. Может вывести на НОО полезную нагрузку весом более 4 кг. Тяга двигателя первой ступени составляет 14,6 тонн (145—185 кН), удельный импульс — 265 с. Масса топлива первой ступени — 1587 кг, второй — 325, третьей — 78. Ориентацию ракеты после отделения первой ступени обеспечивают система яп. ラムライン (Ramurain) — четыре импульсных двигателя, работающих на сжатом азоте. Азот хранится в баке объёмом 5,7 л при давлении 230 бар. Система управления и передачи телеметрии создана компанией Canon Electronics. Третья ступень не имела телеметрической системы. Для определения окончательных параметров орбиты на ней был установлен GPS-датчик, передававший сигнал через систему Иридиум.
Одной из особенностей ракеты-носителя является широкое использование не специализированных, а доступных потребительских компонентов. Это сделано для снижения стоимости ракеты-носителя, что влияет на стоимость запуска полезной нагрузки.

## Аварийный запуск 15 января 2017 года
Экспериментальный запуск модифицированной ракеты SS-520 с добавленной третьей твердотопливной ступенью был запланирован для вывода на низкую околоземную орбиту 3-килограммового кубсата TRICOM-1. Пуск был профинансирован Министерством экономики, торговли и промышленности; стоимость запуска около 400 млн иен (3,5 млн $). На момент запуска это была самая маленькая ракета-носитель для запуска полезной нагрузки на околоземную орбиту.

### Цели запуска
На момент запуска ракеты сформировалась потребность в быстром и недорогом запуске спутников малых размерностей — кубсатов. С момента появления в 2003 году кубсатов и до начала 2017 года было запущено более 300 таких спутников. В наступающем 2017 году было заявлено о планах запустить около 200 кубсатов. К моменту запуска SS-520-4 все подобные спутники запускались в качестве попутной нагрузки при запуске значительно более крупных космических аппаратов. Стоимость таких запусков довольно велика, а сам запуск кубсата жёстко привязан к запуску основной нагрузки. В этой ситуации на рынке запуска сверх-малых спутников появилась экономическая ниша для сверхмалых ракет-носителей. Именно для заполнения этой ниши и предназначалась ракета-носитель SS-520-4. 27 мая 2016 года Министерство экономики, торговли и промышленности Японии объявило о финансировании проекта создания сверхлёгкой ракеты-носителя. Одним из этапов проекта было заявлено создание ракеты-носителя на основе высотной исследовательской ракеты SS-520. Основная цель запуска — продемонстрировать технологии, позволяющие запустить кубсат модернизированной высотной исследовательской ракетой.

### Полезная нагрузка
Манифест миссии, объявленный в мае 2016 года Министерством образования, культуры, спорта, науки и технологий, не содержал упоминания о полезной нагрузке. Но уже в ноябре в манифесте появился раздел о спутнике TRICOM-1.
TRICOM-1 (яп. トリコム) — 3U-кубсат, разработанный Университетом Токио, оборудован пятью камерами для съёмки поверхности Земли и коммуникационным терминалом для ретрансляции радиосигнала. Планировалось вывести спутник на орбиту с параметрами 180 × 1500 км, наклонение 31°.

### План полёта
План запуска и полёта ракеты-носителя имел последовательность специфическую именно для твердотопливных высотных исследовательских ракет: движение с большими ускорениями и несколько участков движения по баллистической траектории, заканчивающихся началом активного участка следующей ступени.
Запуск ракеты производился с рампы — на начальном участке ракета движется по рельсовой направляющей, которая является частью стартового сооружения. Такая технология старта традиционна для запуска геофизических ракет и позволяет задать ракете начальные углы движения по азимуту и т. д. Активный участок работы первой ступени должен был длиться 32 секунды и за это время ракета должна была достигнуть высоты 26 км. С этого момента должен был начаться первый участок движения по баллистической траектории, длительностью 2 минуты 19 секунд. Во время первого баллистического участка планировался сброс головного обтекателя (на высоте 78 км), отстыковка первой ступени (на высоте 79 км), стабилизация закруткой ракеты-носителя (94 км), уточнение момента запуска второй ступени (168 км). Через 2 минуты 50 секунд с момента старта на высоте 174 км должен включиться двигатель второй ступени, который должен был отработать 24 секунды и, достигнув высоты 186 км, вторая ступень должна была отделиться. В 3:48 должно произойти включение третьей ступени, и через 25 секунд двигатель должен выключиться. Через 7 минут 30 секунд после старта ракета должна была достичь высоты 201 км, скорости 8,1 км/с, расстояния от места старта 1818 км, и в это время должно произойти отделение полезной нагрузки от ракеты-носителя.

### Запуск
Запуск был запланирован на 11 января 2017 года в 8:48 по токийскому времени (JST) с Космического центра Утиноура со стартовой позиции KS Centre, которая в 1960—70-е годы использовалась для запуска ракет-носителей Ламбда-4S. По метеоусловиям запуск был отменён за три минуты до старта.
Вторая попытка состоялась 15 января 2017 года в 8:33 JST (14 января 23:33 UTC). Подготовительные работы начались в 5:00 JST и включали, кроме технических элементов, элементы безопасности — эвакуацию населения из зоны безопасности. Метеорологические условия соответствовали требованиям для запуска ракеты. Пусковая рампа была нацелена на азимут 125° и угол подъёма 75,1°. Включение двигателя первой ступени произошло в расчётное время. Запуск сопровождался получением телеметрических данных от систем ракеты и данных наземных радаров сопровождения.
В момент +20,4 секунд прекратилась передача телеметрии ракеты и специалисты центра управления полётом перестали получать информацию в том числе и от систем безопасности ракеты. По этой причине было принято решение не передавать на вторую ступень ракеты штатный сигнал о включении двигателя. При этом средства дистанционного сопровождения ракеты подтверждали нормальное движение ракеты — первая ступень работала корректно. Высота подъёма составила 190 км и максимальная скорость в апогее 0,918 км/с.
Анализ данных дистанционного слежения показал, что газореактивная система управления не смогла сориентировать ракету в направлении горизонта — это значит, что включение двигателя второй ступени не привело бы к успеху запуска.
После отключения двигателя первой ступени ракета упала в океане в районе, запланированном для падения первой ступени. Запуск был объявлен неудачным.

#### Циклограмма полёта
| Циклограмма полёта SS-520-4. | Циклограмма полёта SS-520-4. | Циклограмма полёта SS-520-4. | Циклограмма полёта SS-520-4. | Циклограмма полёта SS-520-4.                            | Циклограмма полёта SS-520-4. | Циклограмма полёта SS-520-4.                   |
| Время (м:с)                  | Высота (км)                  | Скорость (км/с)              | Дистанция (км)               | Событие                                                 | Результат                    | Комментарии                                    |
| ---------------------------- | ---------------------------- | ---------------------------- | ---------------------------- | ------------------------------------------------------- | ---------------------------- | ---------------------------------------------- |
| 00:00                        | 0                            | 0                            | 0                            | Зажигание 1 ступени и старт                             | да                           |                                                |
| 00:31,7                      | 26                           | 2,0                          | 9                            | Выключение 1 ступени                                    | да                           | регистрация оптическими средствами             |
| 00:53                        |                              |                              |                              | Открытие пироклапанов                                   | ≠                            | не подтверждено                                |
| 00:55                        |                              |                              |                              | Приём сигнала системы ориентации                        | нет                          | отсутствие обратного сигнала                   |
| 01:02                        |                              |                              |                              | Команда на запуск механизма отделения полезной нагрузки | да                           | штатное отделение спутника на 07:30            |
| 01:07                        | 81                           | 1,7                          | 28                           | Отстыковка обтекателя                                   | да                           | подтверждено наземными системами наблюдения    |
| 01:08                        | 83                           | 1,7                          | 28                           | Отделение первой ступени                                | ≠                            | не подтверждено                                |
| 01:13,3                      |                              |                              |                              | Включения газореактивной системы управления             | нет                          | по результатам анализа радиолокационных данных |
| 01:57,6                      |                              |                              |                              | Выключение газореактивной системы управления            | нет                          | по результатам анализа радиолокационных данных |
| 02:01,2                      | 94                           | 1,6                          | 35                           | Начало стабилизации закруткой                           | нет                          | по результатам анализа радиолокационных данных |
| 02:25                        |                              |                              |                              | Завершение закрутки                                     | нет                          | по результатам анализа радиолокационных данных |
| 02:37                        | 168                          | 1,1                          | 79                           | Определение момента запуска второй ступени              | ≠                            | не подтверждено                                |
| 02:44                        | 174                          | 1,1                          | 86                           | Зажигание двигателя второй ступени                      | нет                          |                                                |
| 03:14                        | 182                          | 3,6                          | 132                          | Окончание работы двигателя второй ступени               | нет                          |                                                |
| 03:55                        | 186                          | 3,6                          | 229                          | Отстыковка второй ступени                               | нет                          |                                                |
| 03:58                        | 186                          | 3,6                          | 238                          | Зажигание двигателя третей ступени                      | нет                          |                                                |
| 04:23,8                      | 185                          | 8,1                          | 358                          | Выключение двигателя третей ступени                     | нет                          |                                                |
| 07:30                        | 205                          | 8,1                          | 1818                         | Отсоединение TRICOM-1                                   | да                           | получение сигнала спутника                     |

### Расследование аварии и его результаты
Расследование, проведённое JAXA, показало, что потеря телеметрии вызвана проблемами с электропитанием. Сложность заключалась в том, что период возникновение сбоя оказался короче периода опроса датчиков на ракете-носителе, составлявшем 5 мс. Рассматривались сценарии выхода из строя переключателей, расстыковка разъёмов и короткое замыкание. Исследовались варианты дефектности схемы электропитания или блоков управления. Все рассматриваемые варианты проверялись с помощью экспериментов или моделирования. В ходе расследования был определён отказ большой группы приборов и систем (телеметрическая система, декодер команд, клапаны системы ориентации и др.), что свидетельствует о повреждении кабельной сети и возникновении короткого замыкания в кабельном канале, смонтированном на внешней поверхности второй ступени. Следствие пришло к выводу, что короткое замыкание вызвано перетиранием кабелей в зоне входа внутрь корпуса ракеты. Для экономии веса стальная крышка была заменена алюминиевой. В полёте под действием термических деформаций и воздушного напора крышка прижала провода к корпусу второй ступени в районе входа кабелей внутрь корпуса. В результате вибраций оболочка проводов, сделанная из стекловолокна, перетёрлась и провода замкнули на корпус. В ходе расследования было проведено моделирование, которое подтвердило высокую вероятность такого сценария развития событий. Поводом к исследованиям в этом направлении послужили показания датчика деформации двигателя второй ступени. Данный датчик в промежутке 20,015—20,020 секунд неожиданно стал транслировать нерасчётное значение тяги, хотя двигатель второй ступени был неактивен. Этот сбой натолкнул доцента яп. 羽生宏人 (Hiroto Hanyu) на предположение о перетирании провода, что было подтверждено экспериментами. Одной из причин быстрого перетирания оболочки провода послужило использование более лёгких, но менее износоустойчивых «потребительских» марок провода.
По результатам расследования было решено принять меры против перетирания кабелей, разработать технологии, предотвращающие разрушение оплёток кабелей, перепроектировать кабельные каналы с целью повышения их надёжности. Кроме этого решено перепроектировать систему резервного питания всех систем.

## Успешный запуск 3 февраля 2018 года
Во время пресс-конференции 7 апреля 2017 года президент JAXA Наоки Окумура заявил о готовности совершить второй запуск космической ракеты-носителя SS-520 в 2017 финансовом году. При этом точные даты и полезная нагрузка названы не были. 13 ноября JAXA выпустило пресс-релиз в котором анонсировало очередную попытку запуска ракеты-носителя в период с 25 декабря 2017 по 31 января 2018 года. В анонсе указывалось, что целью запуска является демонстрация возможности использования широко доступных компонентов для разработки космической ракеты-носителя и спутника Земли. 26 декабря агентство объявило о переносе запуска в связи с выявленной неисправностью в одном из элементов ракеты. Дата возможного запуска не указывалась. 1 февраля 2018 года было официально объявлено о новой дате запуска — 3 февраля с 14:03 по 14:13 по стандартному японскому времени.
3 февраля в 14:03 по японскому стандартному времени был произведён успешный запуск ракеты-носителя SS-520-5, которая примерно через 7 минут 30 секунд вывела на орбиту спутник TRICOM-1R.
Разработчики ракеты-носителя учли недостатки, выявленные при анализе неудачного запуска 15 января 2017 года. При создании нового образца ракеты был произведён ряд доработок, призванных избежать повторной аварии:
- отверстие в корпусе ракеты-носителя, через которое выводится кабель питания и снятия информации с датчиков, было сделано больше, края отверстия получили специальную защиту, а сам кабель был дополнительно зафиксирован, что бы избежать перетирания при вибронагрузках;
- была изменена форма кабель-канала, в котором проложен кабель, а датчик деформации, размещённый в этом канале, был смонтирован в другом месте;

22 июня 2018 года третья ступень ракеты SS-520-5 сошла с орбиты и прекратила существование, а 21 августа этого же года сгорел в атмосфере и спутник.

### Полезная нагрузка
В качестве полезной нагрузки в повторном запуске использовался спутник TRICOM-1R (яп. トリコム-ワン-アール). Спутник являлся копией TRICOM-1, погибшего при аварийном запуске 15 января 2017 года. Спутник изготовлен Центром по разработке микроспутников при Токийским университете. Спутник является 3U кубсатом с габаритами основания 11,6 на 11,6 см и высотой (без антенн) 34,6 см. Вес аппарата около 3 кг. Система электропитания основывается на солнечных батареях размещённых на корпусе спутника. Спутник предназначен для демонстрации технологии получения и сохранение пакетов данных с Земли и последующая передача информации на наземную станцию. Кроме этого, на спутнике размещена одна основная камера и пять дополнительных, которые позволяют осуществлять различные варианты съёмки поверхности планеты. Спутник разработан для демонстрации ключевой возможности — эксплуатация полноценного искусственного спутника Земли, созданного на основе потребительских электронных компонентов.